# Cuexcomate (alfarería)

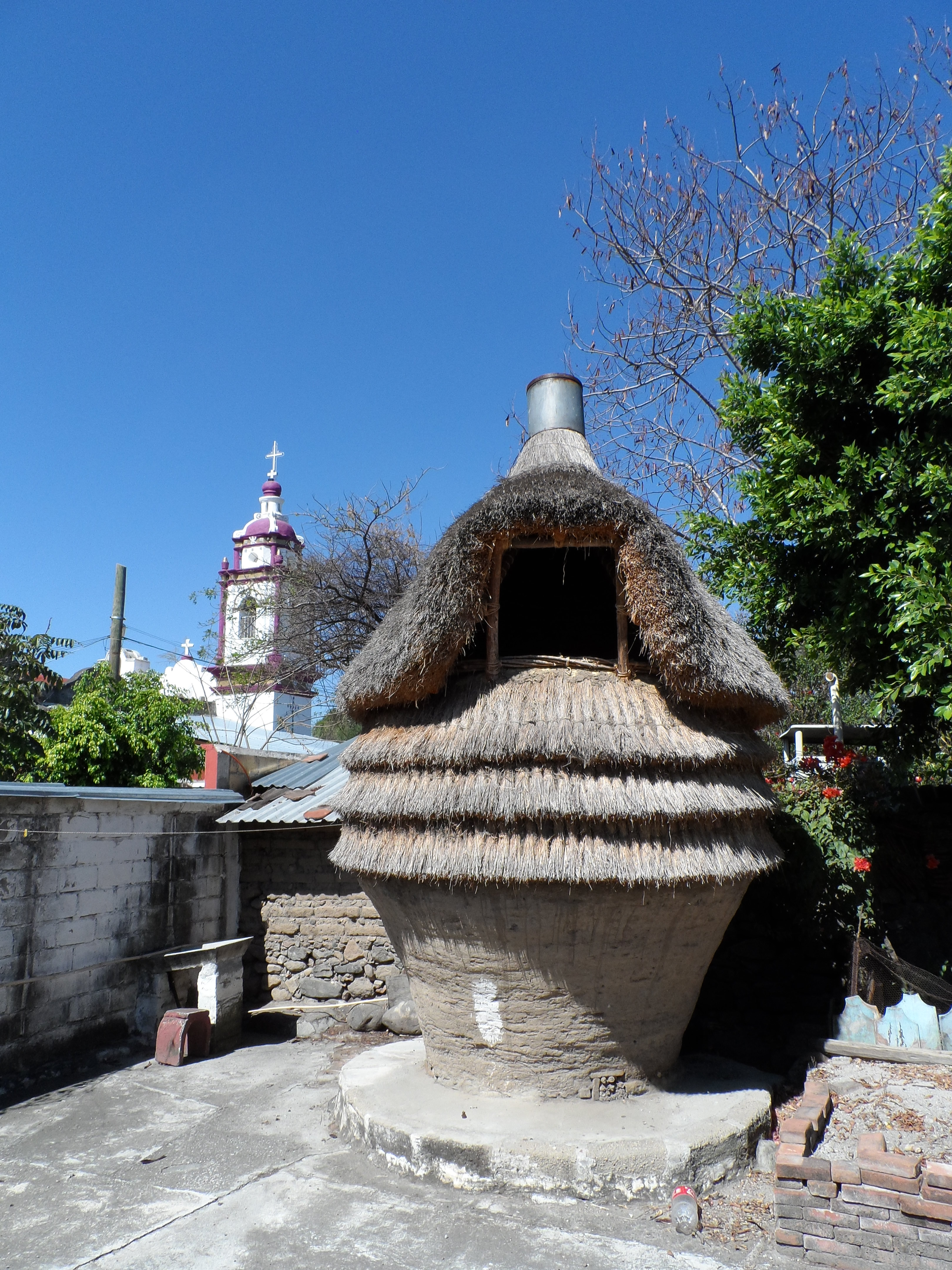
Cuexcomate

Un cuexcomate es un tipo de granero abombado de base circular, de manufactura artesanal, típico del estado mexicano de Morelos. Se construye con materiales naturales como barro, piedra y paja. Normalmente mide entre 1.5 y 4 metros de altura.
Debido a las características de su diseño, mantiene los granos frescos y libres de plagas durante largos períodos. Aunque su uso ha disminuido a lo largo del tiempo, se busca promoverlo para recuperar esta tradición.